# ستيف فليتشر
ستيف فليتشر (بالإنجليزية: Steve Fletcher)‏ (26 يوليو 1972 في المملكة المتحدة - ) هو لاعب كرة قدم بريطاني في مركز الهجوم. لعب مع نادي بليموث أرجايل ونادي بورنموث ونادي تشيسترفيلد ونادي كرولي تاون ونادي هارتلبول يونايتد.

## وصلات خارجية
- ستيف فليتشر على موقع قاعدة بيانات كرة القدم.إي يو (الإنجليزية)
- ستيف فليتشر على موقع Soccerbase.com (لاعب) (الإنجليزية)
- ستيف فليتشر على موقع Soccerway.com (الإنجليزية)
- ستيف فليتشر على موقع عالم كرة القدم.نت (الإنجليزية)